# Шемере ле Роа
Шемере ле Роа (фр. Chémeré-le-Roi) је насељено место у Француској у региону Лоара, у департману Мајен.
По подацима из 2011. године у општини је живело 445 становника, а густина насељености је износила 29,31 становника/km².

## Демографија
| 1962. | 1968. | 1975. | 1982. | 1990. | 2011. |
| ----- | ----- | ----- | ----- | ----- | ----- |
| 581   | 520   | 443   | 417   | 383   | 445   |